# Courset
Courset é uma comuna francesa na região administrativa de Altos da França, no departamento de Pas-de-Calais. Estende-se por uma área de 10,24 km². Em 2010 a comuna tinha 706 habitantes (densidade: 68,9 hab./km²).